# 國立歌劇和芭蕾舞劇場

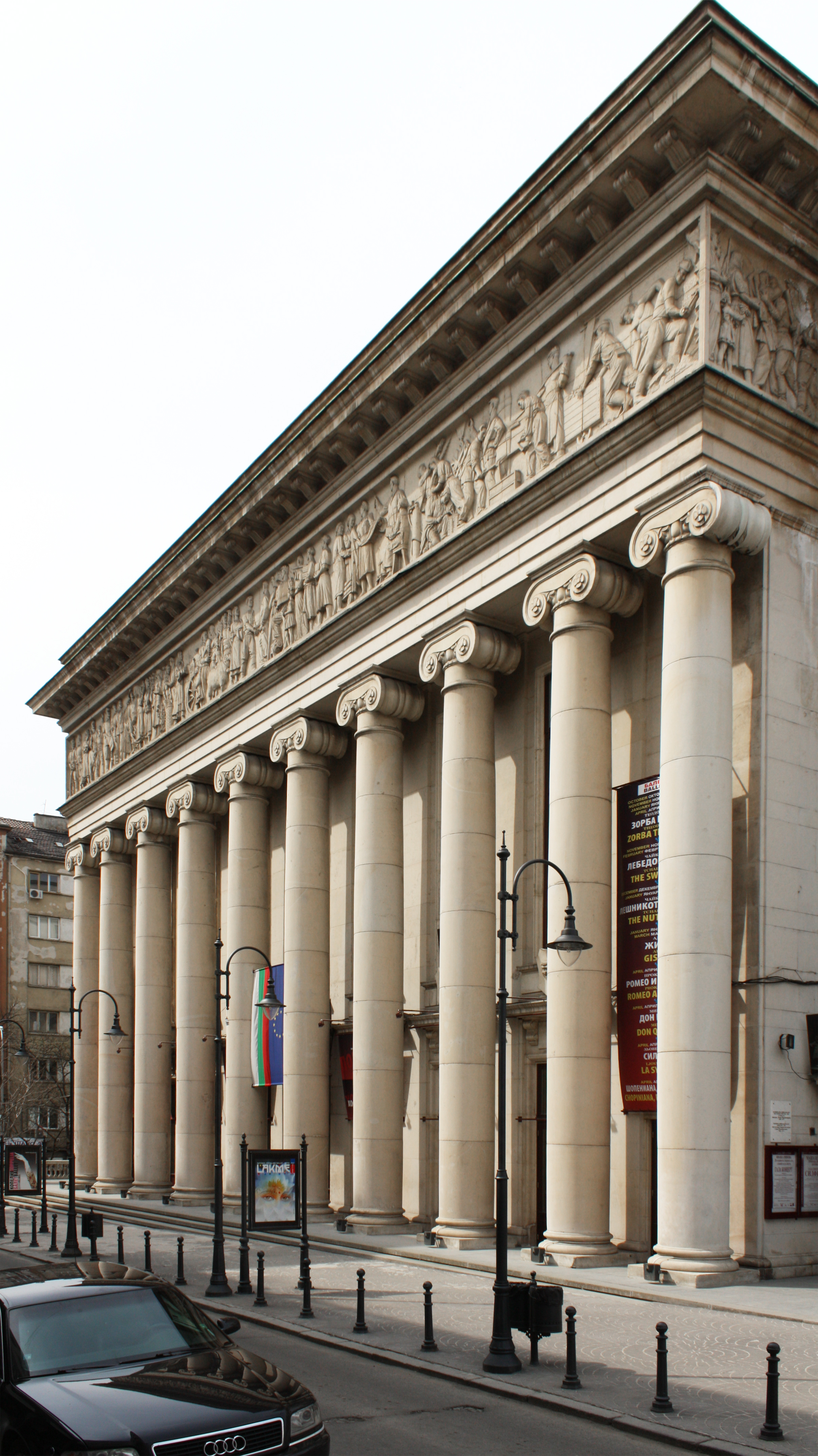
國立歌劇和芭蕾舞劇場正面

國立歌劇和芭蕾舞劇場是保加利亞的一個國家級歌劇和芭蕾舞演出文化機構，位於保加利亞首都索菲亞。保加利亞的第一個歌劇團成立於1890年，但由於缺乏資金而很快解散。1908年，保加利亞歌劇社成立。1922年，歌劇社被收為國有。1922年更名為國立歌劇團，並在1928年舉辦了其首場演出。二戰期間曾一度停止活動，但戰後不久就恢復活動並且從政府得到的補助也有增加。國立歌劇和芭蕾舞劇場的建築設計於1921年，在1947年之前大部分建築竣工，並在1953年公開。

## 外部連結
- 官方网站 （保加利亚文）
- More pictures